# Бородані
Бородані́ — село в Україні, у Обухівському районі Київської області. Населення становить 249 осіб.

## Історія
Станом на 1885 рік у колишньому власницькому селі Богуславської волості Канівського повіту Київської губернії мешкало 703 осіб, налічувалось 83 дворових господарства, існували православна церква та постоялий будинок.
Село Бородані виникло в 1239 р. на берегах мальовничої р. Рось. До нашого часу збереглася в гарному стані Покровська церква 1800 року. В давні часи біля села на високій горі знаходилось городище.
За переписом 1897 року кількість мешканців зросла до 999 осіб (492 чоловічої статі та 507 — жіночої), з яких 979 — православної віри.

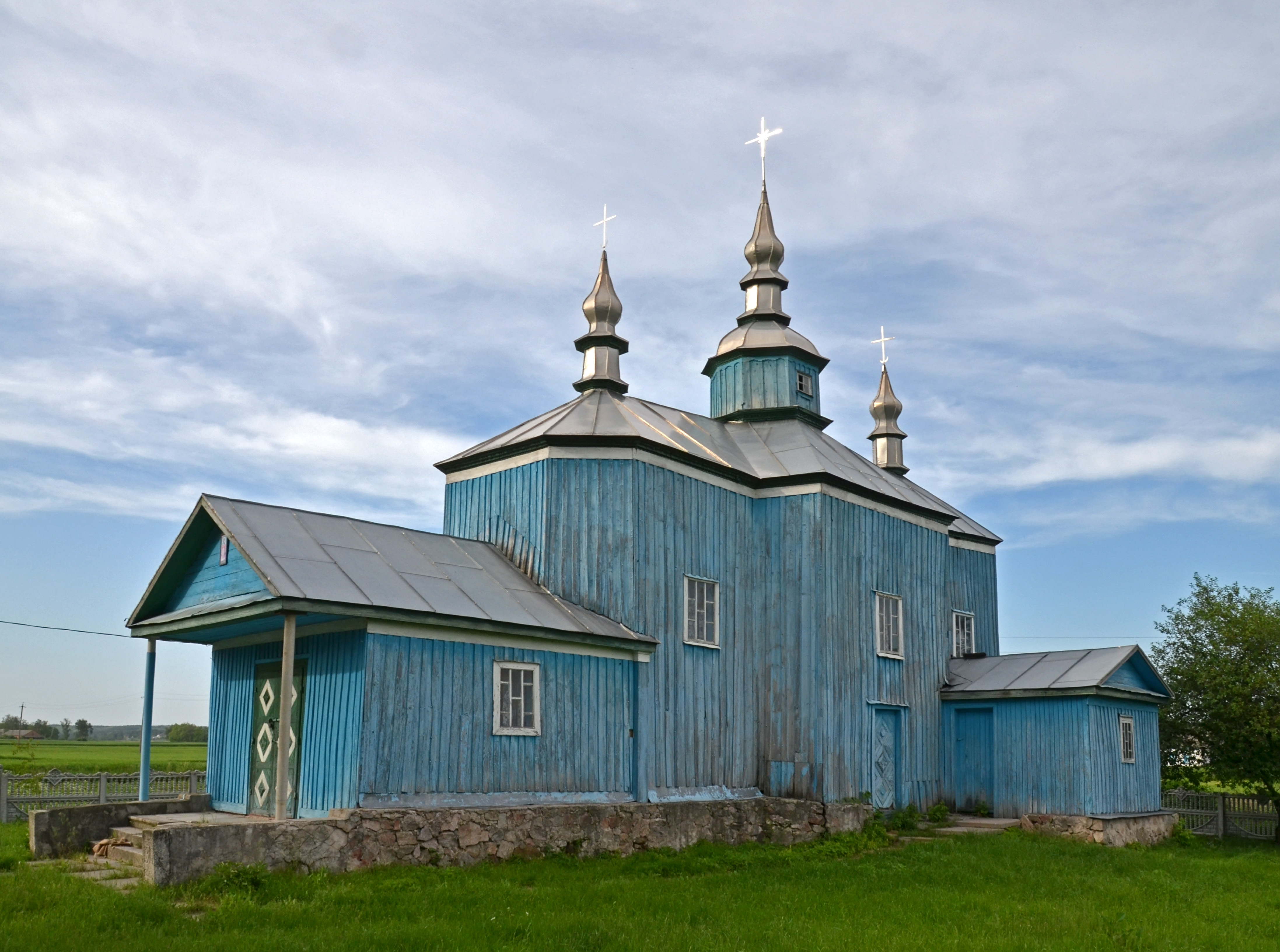
Дерев'яна Покровська церква у Бороданях

Клірові відомості, метричні книги, сповідні розписи церков Воскресіння Христового, Покрова Пресвятої Богородиці с. Бородані Богуславської волості, пов., з 1846 р. Канівського пов. Київської губ. зберігаються в ЦДІАК України. http://cdiak.archives.gov.ua/baza_geog_pok/church/boro_008.xml [Архівовано 28 червня 2019 у Wayback Machine.]
Церква Воскресіння Христового с. Бородані — див. https://ua.igotoworld.com/ua/poi_object/71029_voskresenskaya-cerkov-dybincy.htm [Архівовано 19 липня 2019 у Wayback Machine.]

## Постаті
- Ручка Сергій Іванович (1981—2017) — солдат Збройних сил України, учасник російсько-української війни.